# John Allen Wilcox
John Allen Wilcox (* 18. April 1819 im Greene County, North Carolina; † 7. Februar 1864 in Richmond, Virginia) war ein US-amerikanischer Politiker. Zwischen 1851 und 1853 vertrat er den zweiten Wahlbezirk des Bundesstaats Mississippi im US-Repräsentantenhaus.

## Werdegang
John Wilcox wurde in North Carolina geboren, wuchs aber in Tennessee auf, wo er die öffentlichen Schulen besuchte. Später zog er nach Aberdeen in Mississippi. In seiner neuen Heimat wurde er administrativer Leiter des Staatssenats (Secretary of the State Senate). Während des Mexikanisch-Amerikanischen Krieges war Wilcox Soldat der US-Armee, in deren Reihen er bis zum Oberstleutnant aufstieg. Nach dem Krieg arbeitete er als Rechtsanwalt in Aberdeen.
1850 wurde er als Unionist im zweiten Distrikt von Mississippi gegen Amtsinhaber Winfield Scott Featherston in das US-Repräsentantenhaus gewählt. Dort konnte er zwischen dem 4. März 1851 und dem 3. März 1853 eine Legislaturperiode absolvieren. Nachdem er bei den Wahlen im Jahr 1852 nicht bestätigt worden war, zog Wilcox nach San Antonio in Texas. Dort war er für kurze Zeit Mitglied der Know-Nothing Party. Im Jahr 1858 schloss er sich dann der Demokratischen Partei an.
Wilcox war ein Verfechter der Rechte der Einzelstaaten und fungierte als Delegierter auf der Konferenz, die im Jahr 1861 den Austritt des Staates Texas aus der Union beschloss. Er entwarf sogar den Text der Austrittserklärung. Im November 1861 wurde er in den Kongress der Konföderierten Staaten gewählt. Dort unterstützte er die Politik des konföderierten Präsidenten Jefferson Davis. Er war Mitglied verschiedener Kongressausschüsse und half bei der Aufstellung einer militärischen Brigade mit Soldaten aus Texas. Zwischenzeitlich trat er auch in die Armee der Konföderation ein, in der er im Stab von General John B. Magruder war. Im Rang eines Colonel nahm er unter anderem an der Schlacht von Galveston teil.
Nachdem er erneut in den Kongress der Südstaaten gewählt worden war, reiste er wieder in deren Hauptstadt Richmond. Er starb aber, noch ehe der neue Kongress zu seiner ersten Sitzung zusammentreten konnte, und wurde in Richmond beigesetzt. Seine Frau und seine beiden Kinder kamen danach in die Obhut seines Bruders Cadmus M. Wilcox, der General in der Armee der Konföderierten war.